# نانسی چافی
 نانسی چافی (انگلیسی: Nancy Chaffee؛ زاده ۶ مارس ۱۹۲۹ – درگذشته ۱۱ اوت ۲۰۰۲) یک تنیس‌باز اهل ایالات متحده آمریکا بود.